# Sphaerodactylus schwartzi
Sphaerodactylus schwartzi — вид геконоподібних ящірок родини Sphaerodactylidae. Ендемік Куби. Вид названий на честь американського герпетолога Альберта Шварца.

## Опис
Довжина Sphaerodactylus schwartzi (без врахування хвоста) становить 18-20 мм.

## Поширення і екологія
Sphaerodactylus schwartzi мешкають в прибережних районах на південному заході провінції Гуантанамо на південному сході Куби. Вони живуть в сухих тропічних лісах, що ростуть на вулканічних пагорбах і вапнякових схилах, в заростях Tillandsia, серед опалого листя і гнилої деревини. Зустрічаються на висоті від 50 до 100 м над рівнем моря. Відкладають яйця.

## Збереження
МСОП класифікує цей вид як такий, що перебуває під загрозою зникнення. Sphaerodactylus schwartzi загрожує знищення природного середовища. 